# Maria-Georgiana Teodorescu
Maria-Georgiana Teodorescu (ur. 19 sierpnia 1985 w Jassach) – rumuńska polityk, prawniczka i nauczycielka akademicka, posłanka do Parlamentu Europejskiego X kadencji.

## Życiorys
Ukończyła prawo na Uniwersytecie Aleksandra Jana Cuzy w Jassach (2008), uzyskała magisterium z prawa gospodarczego na Universitatea „Nicolae Titulescu” w Bukareszcie. Doktoryzowała się z nauk politycznych na Uniwersytecie Bukareszteńskim (2013) oraz z prawa karnego na stołecznym Universitatea Titu Maiorescu (2015), na którym została nauczycielką akademicką. Podjęła również praktykę w zawodzie adwokata. Związała się z prawicową partią pod nazwą Sojusz na rzecz Jedności Rumunów. W wyborach w 2024 z jej listy uzyskała mandat posłanki do Parlamentu Europejskiego X kadencji.